# 영국 시간
| 하늘 | 서유럽 표준시 그리니치 평균시 (UTC±00:00)                                 |
| 파랑 | 서유럽 표준시 그리니치 평균시 (UTC±00:00) 서유럽 일광 절약 시간대 (UTC+1) |
| 분홍 | 서아프리카 표준시 (UTC+1)                                                 |
| 빨강 | 중앙유럽 표준시 (UTC+1) 중앙유럽 일광 절약 시간대 (UTC+2)                 |
| 노랑 | 동유럽 표준시 (UTC+2)                                                     |
| 금색 | 동유럽 표준시 (UTC+2) 동유럽 일광 절약 시간대 (UTC+3)                     |
| 옥색 | 극동유럽 표준시 (UTC+3)                                                   |

영국 시간은 영국의 시간대다. 그리니치 표준시 (서유럽 표준시 또는 협정 세계시라고도 함)와 영국 서머타임 (UTC+01:00, 서유럽 일광 절약 시간대)을 사용하고 있다.